# Světový pohár v biatlonu 2021/2022 – Kontiolahti
8. podnik Světového poháru v biatlonu v sezóně 2021/2022 probíhal  od 28. února do 6. března 2022 ve finském Kontiolahti. Na programu byly mužské a ženské závody ve sprintech, stíhacích závodech a štafetách.
Závody se původně měly konat jako úvodní podnik celého ročníků na začátku listopadu 2021. K přeložení došlo v květnu 2021 kvůli zrušení podniku v běloruském Raubiči pro běloruské nepokoje.
Předchozí závody zde probíhaly v prosinci 2021. Jednalo se první zastávku světového poháru po pekingské olympiádě.
V tomto, ani následující podnicích světového poháru nezávodí reprezentační týmy Ukrajiny, Ruska a Běloruska. Ukrajinští závodníci se účastní obrany proti ruské invazi vůči Ukrajině. Ruští a běloruští závodníci byli Mezinárodní biatlonovou unií v rámci sankcí ze závodů kvůli ruské agresi vyloučeni. Absentoval také obhájce celkového vítězství světového poháru Nor Johannes Thingnes Bø, který ukončil sezónu. Při závodech vyjadřovalo mnoho závodníků podporu Ukrajině proti ruské invazi, např. stužkami nebo ukrajinskými barvami, jako český tým na čelenkách. Mikuláš Karlík spustil sbírku na podporu rodiny ukrajinského biatlonisty: „Chtěli jsme, aby naše pomoc zůstala u biatlonu. Proto jsme se rozhodli podpořit rodinu devatenáctiletého biatlonisty Jevhena Malyševa, který padl při obraně Ukrajiny.“

## Program závodů
Oficiální program:
| Datum     | Disciplína           | Začátek (SEČ) | Počet závodníků |
| --------- | -------------------- | ------------- | --------------- |
| 3. března | Štafety (ženy)       | 14:30         | 17 týmů         |
| 4. března | Štafety (muži)       | 14:30         | 20 týmů         |
| 5. března | Sprint (ženy)        | 12:45         | 84              |
| 5. března | Sprint (muži)        | 15:30         | 81              |
| 6. března | Stíhací závod (ženy) | 12:45         | 59              |
| 6. března | Stíhací závod (muži) | 14:40         | 60              |

## Průběh závodů

### Štafety
Ve štafetě žen se po první předávce dostaly do čela Norky. Tiril Eckhoffová na druhém úseku pomalu zvyšovala náskok, mj. proto, že mnoho favorizovaných štafet muselo na trestná kola (Francie, Německo a Rakousko). Na druhé pozici se udržovalo Švédsko, za které v posledních dvou úsecích závodily Hanna Öbergová a její sestra Elvira. Jely sice rychleji než Norky, ale střílely hůře, a tak Ingrid Landmark Tandrevoldová dojela s náskokem do cíle na prvním místě. Třetí skončily Italky. Francie, která vedla průběžné hodnocení disciplíny, sahala po křišťálovém glóbu, když jim v kombinaci s druhým místem Švédska stačilo dojet na 14. místě. Justine Braisazová-Bouchetová však na třetím úseku porušila pravidla pro dobíjení, když místo náhradních nábojů použila celý zásobník. Francouzky byly diskvalifikovány a celkové vítězství v této disciplíně obhájily Švédky.
Z českých reprezentantek startovala první Eva Puskarčíková. Musela celkem pět ran dobíjet a jela pomalu – předávala proto na předposledním, 16. místě. Markéta Davidová pak především rychlým během posunula českou štafetu na deváté místo a Jessica Jislová na páté. Lucie Charvátová v běhu sice neztrácela, ale po každé střelecké položce musela na trestné kolo. Do cíle dojela osmá.
Ve štafetě mužů vedlo zpočátku Německo, ale po první předávce se díky dobré střelbě Émiliena Jacquelina dostala do čela s téměř půlminutovým náskokem Francie. Simon Desthieux však jel svůj úsek pomaleji, a tak do posledního úseku vyjížděly francouzská, švédská, norská a německá štafeta prakticky spolu, v rozmezí dvou vteřin. Stejně tak přijížděly i na poslední střelbu, kde Nor Vetle Sjåstad Christiansen zastřílel jako jediný bezchybně a odjížděl do posledního kola s desetivteřinovým náskokem na Quentina Fillona Mailleta z Francie a Sebastiana Samuelssona ze Švédska. Christiansen svůj náskok uhájil a získal tak pro Norsko malý křišťálový glóbus z téty disciplíny. Pomaleji jedoucího Mailleta pak předjel Samuelsson, který tak obsadil druhé místo. Maillet pak před cílem ještě bojoval s Němcem Phillipem Nawrathem, ale třetí místo uhájil.
Z českých biatlonistů začal špatně Mikuláš Karlík, když při střelbě vstoje zasáhl jen dva terče z osmi, jel tři trestná kola a předával poslední. Jakub Štvrtecký pak zlepšil české postavení na 14. místo, ale Adam Václavík musel také na jedno trestné kolo a klesl na 17. pozici. Rozestupy mezi závodníky už byly tak velké, že se Michal Krčmář posunul jen na 14. místo v cíli. S 14 nezasaženými terči a 4 trestnými koly byla česká štafeta ve střelbě nejhorší ze všech.

### Sprinty
V závodě žen se udržovala zpočátku na prvním místě v cíli Norka Tiril Eckhoffová. Necelé dvě vteřiny za ní pak dojela Švédka Hanna Öbergová, ale na trati posledního kola už byla Němka Denise Herrmannová, která běžela rychleji a v cíli předstihla Eckhoffovou o pět vteřin. Až v poslední čtvrtině závodnic startovala Švédka Stina Nilssonová. Na druhou střelbu přijížděla s minutovým náskokem. Při ní však udělala svou jedinou chybu v závodě a do posledního kola odjížděla se ztrátou 10 vteřin. Tuto ztrátu na mezičasech snižovala (dosáhla celkově nejrychlejšího běžeckého času), ale do cíle dojela na třetím místě, 0,2 vteřiny za druhou Eckhoffovou. Tímto výsledkem získala svoje první biatlonové umístění na stupních vítězů v kariéře.

Z českých biatlonistek se nejvíce dařilo Jessice Jislové, která udělala jednu chybu při střelbě vstoje a skončila dvacátá. Markéta Davidová s rychlejším během, ale dvěma nezasaženými terči dojela dvě místa za ní. Do stíhacího závodu postoupila ještě Lucie Charvátová z 42. a Eva Puskarčíková z 44. pozice v cíli. Eliška Teplá, která se do světového poháru vrátila po více než roce, dokončila se třemi střeleckými chybami na 74. pozici.
Ve sprintu mužů se zpočátku udržoval na prvním místě v cíli Němec Johannes Kühn. Brzy jej však o půl minuty předstihl vedoucí závodník světového poháru, Francouz Quentin Fillon Maillet, který běžel rychleji a střílel bezchybně. Další závodníci se v cíli zařazovali až za ně;  nejlepší z nich byl Nor Sivert Guttorm Bakken, který dojel dvě vteřiny za Kühnem. Na trase závodu byl tou dobou už další Nor Filip Fjeld Andersen, který zasáhl také všechny terče a v posledním kole běžel rychleji. Mailleta už nepředstihl, ale dojel o 11 vteřin před Kühnem a obsadil tak druhé místo, což pro něj byl nejlepší výsledek v jeho kariéře.
Michal Krčmář udělal jen jednu chybu při střelbě vstoje a dojel na 19. místě. Jakub Štvrtecký nezasáhl tři terče, ale rychleji běžel – zejména v posledním kole – a skončil čtyři pozice za Krčmářem. Adam Václavík se stejnou střelbou dosáhl na body 39. místem. Nedařilo se Mikuláši Karlíkovi, který vleže zastřílel bezchybně a na druhou střelbu přijížděl jako dvanáctý. Zde však zasáhl jen jeden terč z pěti a dojel do cíle na 55. místě.

### Stíhací závody
Po první střelbě ženského závodu se do čela dostala Norka Tiril Eckhoffová, která střílela bezchybně. Získala náskok 20 vteřin, který ve druhém a třetím kole udržovala. Za ní jela Němka Denise Herrmannová, ke které se ve čtvrtém kole přidala Francouzka Anaïs Chevalierová-Bouchetová. Na poslední střelbu přijížděla Eckhoffová s náskokem přes 40 vteřin. Zde udělala dvě chyby, ale ani Hermannová s Bouchetovou nestřílely čistě. Eckhoffová proto odjížděla do posledního kola s náskokem 14 vteřin, ale před Italkou Dorotheou Wiererovou, která zasáhla během závodu všech 20 terčů a posunula se na druhou pozici. Třetí odjížděla do posledního kola s menši ztrátou Herrmannová, která udělala celkem tři chyby. Do cíle se už pořadí nezměnilo a Eckhoffová tak vyhrála 27. závod světového poháru, ale vůbec první z probíhající sezoně. Její krajanka Marte Olsbuová Røiselandová si čtvrtým místě zajistila celkové vítězství v této disciplíně.
Z českých biatlonistek se závod vydařil Jessice Jislové, která také zasáhla všechny terče. Zpočátku jela pomaleji, ale v posledních kolech zrychlila a obsadila sedmé místo. Markéta Davidová běžela rychleji, ale nezasáhla celkem pět terčů a pohoršila si z 22. pozice na startu na 37. v cíli. Lucie Charvátová dojela na 43. místě a Eva Puskarčíková, která při druhé střelbě nezasáhla ani jeden terč, byla předjeta o kolo a musela odstoupit ze závodu.
V závodě mužů si Francouz Quentin Fillon Maillet udržoval čtyři kola náskok před svým krajanem Émilienem Jacquelinem. V tomto pořadí také s půlminutovým odstupem přijížděli na poslední střelbu, za nimi o další půlminutu jeli Ital Lukas Hofer, Nor Vetle Sjåstad Christiansen a Erik Lesser z Německa. Maillet a Jacquelin nezasáhli jeden terč, zatímco ostatní stříleli bezchybně. Maillet proto odjížděl s náskokem první a v závodě zvítězil, stejně jako v pěti předcházejících stíhacích závodech této sezóny. Zároveň si zajistil malý křišťálový glóbus za vítězství v této disciplíně, jeho vůbec první glóbus v kariéře. Jacquelina brzy předjel Hofer a před oba se v posledním stoupání dostal Lesser, který druhým místem dosáhl nejlepšího individuálního výsledku za poslední čtyři roky. 

Michal Krčmář udělal v závodě celkem tři střelecké chyby a dojel na 21. místě. Adam Václavík běžel rychleji a se stejným počtem chyb dojel sedm pozic za Krčmářem. Jakub Štvrtecký nezasáhl osm terčů a dojel na 47. místě. Mikuláš Karlík začal dobře a posouval se dopředu. Při poslední střelbě však nezasáhl ani jeden terč a dojel 52., nejhorší z českých biatlonistů.

## Umístění na stupních vítězů

### Muži
| Disciplína              | První místo                                                                                       | Výkon                                                     | Druhé místo                                                              | Výkon                                                     | Třetí místo                                                                       | Výkon                                                     |
| Sprint (10 km)          | Quentin Fillon Maillet                                                                            | 23:21,0 (0+0)                                             | Filip Fjeld Andersen                                                     | 23:39,3 (0+0)                                             | Johannes Kühn                                                                     | 23:50,7 (1+0)                                             |
| Stíhací závod (12,5 km) | Quentin Fillon Maillet                                                                            | 32:55,0 (0+0+0+1)                                         | Erik Lesser                                                              | 33:03,2 (0+0+0+0)                                         | Lukas Hofer                                                                       | 33:03,8 (0+1+0+0)                                         |
| Štafeta (4×7,5 km)      | Norsko Sivert Guttorm Bakken Filip Fjeld Andersen Sturla Holm Laegreid Vetle Sjåstad Christiansen | 1:12:06,1 (0+0) (0+3) (0+0) (0+2) (0+1) (0+1) (0+0) (0+0) | ŠvédskoPeppe Femling Jesper Nelin Martin Ponsiluoma Sebastian Samuelsson | 1:12:16,7 (0+1) (0+2) (0+2) (0+2) (0+1) (0+0) (0+0) (0+2) | FrancieAntonin Guigonnat Émilien Jacquelin Simon Desthieux Quentin Fillon Maillet | 1:12:18,5 (0+0) (0+3) (0+0) (0+1) (0+2) (0+0) (0+0) (0+1) |

### Ženy
| Disciplína            | První místo                                                                                  | Výkon                                         | Druhé místo                                                             | Výkon                                                     | Třetí místo                                                                      | Výkon                                                     |
| Sprint (7,5 km)       | Denise Herrmannová                                                                           | 20:08,6 (0+1)                                 | Tiril Eckhoffová                                                        | 20:13,6 (0+1)                                             | Stina Nilssonová                                                                 | 20:13,8 (0+1)                                             |
| Stíhací závod (10 km) | Tiril Eckhoffová                                                                             | 31:40.8 (0+0+0+2)                             | Dorothea Wiererová                                                      | 31:56,7 (0+0+0+0)                                         | Denise Herrmannová                                                               | 32:00,4 (1+0+1+1)                                         |
| Štafeta (4×6 km)      | NorskoMarte Olsbuová Røiselandová Tiril Eckhoffová Ida Lienová Ingrid Landmark Tandrevoldová | 1:09:48,1 (0+1) (0+1) (0+0) (0+1) (0+0) (0+0) | ŠvédskoLinn Perssonová Anna Magnussonová Hanna Öbergová Elvira Öbergová | 1:10:25,8 (0+2) (0+0) (0+0) (0+0) (0+3) (0+0) (0+2) (0+1) | ItálieSamuela Comolová Dorothea Wiererová Federica Sanfilippová Lisa Vittozziová | 1:10:48,3 (0+0) (0+2) (0+0) (0+1) (0+0) (0+2) (0+1) (0+1) |

## Pořadí zemí
| Pořadí | Země    | 1. místo | 2. místo | 3. místo | Celkově |
| ------ | ------- | -------- | -------- | -------- | ------- |
| 1.     | Norsko  | 3        | 2        | 0        | 5       |
| 2.     | Francie | 2        | 0        | 1        | 3       |
| 3.     | Německo | 1        | 1        | 2        | 4       |
| 4.     | Švédsko | 0        | 2        | 1        | 3       |
| 5.     | Itálie  | 0        | 1        | 2        | 3       |
|        | Celkem  | 6        | 6        | 6        | 18      |